# Bar Kohba-felkelés
A Bar Kohba felkelés (132–135) a zsidók második felkelése volt a Római Birodalom ellen, Hadrianus római császár uralkodása idején. A szabadságharc vezetőjéről, Bar Kohbáról kapta a nevét. Vannak források, amelyek a 115–117-es eseményeket is beleszámítva ezt a harmadik felkelésként tartják számon.

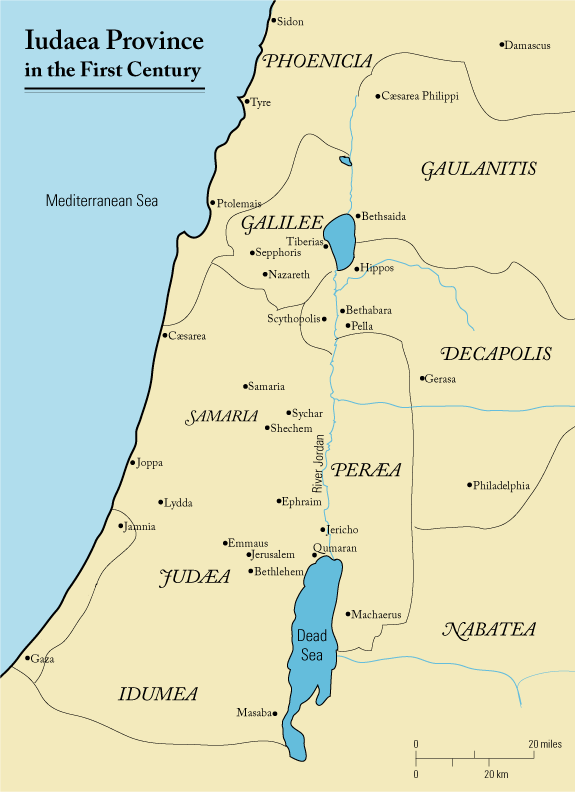
Júdea provincia az 1. században

## Története
A kitörő felkelés támogatását Akiba ben Jószéf rabbi javasolta a zsidó tanácsnak, a Szanhedrinnek, és a felkelés vezetésére Simon ben Koszibát választotta ki, akit a Számok könyve 24.17 („Csillag tűnik fel Jákob (törzséből), jogar sarjad Izraelből”) alapján a messiásnak tartott, és akinek a Bar Kohba  nevet adta. (A Bar Kohba név jelentése arámiul: „egy csillag fia”.)
Ebben az időben a kereszténység még csak egy elszigetelt csoport volt a zsidóságon belül, és pont az élezte ki az ellentéteket és mélyítette el a szakadást, hogy Bar Kohbát messiásnak kiáltották ki, hiszen ez ellentétes volt a Jézus Krisztusban mint megváltóban hívők meggyőződésével.
A vezetők gondosan tervezték a második felkelést, hogy elkerüljék a hatvan évvel korábbi elsőt tönkretevő hibákat.
A felkelés kitörése meglepetésként érte a rómaiakat. Hadrianus római császár hazarendelte Britanniából Sextus Julius Severust, csapatokat mozgósítottak még a Duna vidékéről is. A bevetett hadsereg mérete és a veszteségek is jóval meghaladták a hatvan évvel korábbiakat, amikor Titus állt a rómaiak élén.
A zsidók végül három évig tudtak ellenállni. A felkelést 135 nyarán brutálisan leverték, Bar Kohbát és embereit elfogták. A források szerint vallatása előtt megkínozták, nyelvét kivágták, így a kérdésekre csak fejmozdulatokkal (igen/nem) tudott felelni. Végül megölték.
Cassius Dio 580 000 megölt zsidóról számol be, 50 megszállt város és 985 teljesen elpusztított falu mellett, de a rómaiaknak is komoly veszteségeik voltak.